# Bernard Mohlalisi
Bernard Mohlalisi OMI (ur. 16 marca 1933 w Ha'Malijeng, zm. 24 lipca 2020 w Mazenod) – sotyjski duchowny rzymskokatolicki, oblat, arcybiskup Maseru.

## Biografia
Bernard Mohlalisi urodził się 16 marca 1933 w Ha'Malijeng w Basutolandzie. 14 lipca 1963 otrzymał święcenia prezbiteriatu i został kapłanem Zgromadzenia Misjonarzy Oblatów Maryi Niepokalanej (do zgromadzenia wstąpił w 1955).
11 czerwca 1990 papież Jan Paweł II mianował go arcybiskupem Maseru. 7 października 1990 przyjął sakrę biskupią z rąk pronuncjusza apostolskiego w Lesotho abp Ambrose Battisty De Paoli. Współkonsekratorami byli biskup Leribe Paul Khoarai oraz biskup Bethlehem Hubert Bucher.
W latach 1997–2002 był przewodniczącym Konferencji Episkopatu Lesotho. 30 czerwca 2009 przeszedł na emeryturę.